# It's Called a Heart
It's Called a Heart is een nummer van de Britse synthpopband Depeche Mode uit 1985. Het verscheen als nieuw nummer op hun verzamelalbum The Singles 81→85.
Het nummer zorgde voor nogal wat spanningen tussen de leden van Depeche Mode en hun platenmaatschappij. De bandleden wilden dat het nummer Fly on the Windscreen op single zou worden uitgebracht, maar de platenmaatschappij was bang dat het woord "death" in de tekst te problematisch was voor op een single. Hierdoor werd besloten om "It's Called a Heart" als single uit te brengen, en "Fly on the Windscreen" op de B-kant te zetten. Dit tot tegenzin van bandleden Alan Wilder en Martin Gore, die aangaven dat "It's Called a Heart" hun minst favoriete nummer was dat de band ooit had opgenomen. Wilder zei het nummer "te poppy en banaal" te vinden, en heeft er naar eigen zeggen lang over gemopperd.
Desondanks viel het nummer wel bij het publiek in de smaak; het leverde Depeche Mode in diverse Europese landen een hit op, in sommige landen zelfs een top 10-hit. In thuisland het Verenigd Koninkrijk kwam het tot een bescheiden 18e positie. Minder succesvol was het in Nederland, waar het de 16e positie bereikte in de Tipparade.